# Pheidole grallatrix
Pheidole grallatrix är en myrart som beskrevs av Carlo Emery 1899. Pheidole grallatrix ingår i släktet Pheidole och familjen myror. Inga underarter finns listade i Catalogue of Life.

## Bildgalleri

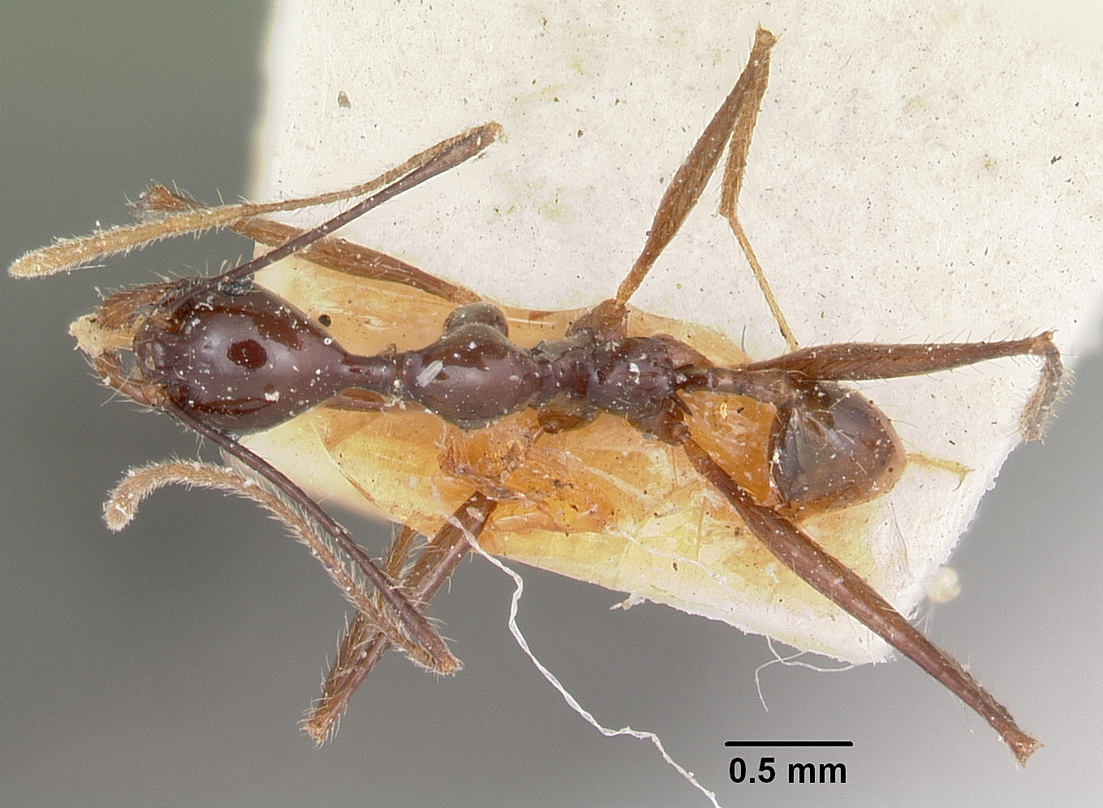
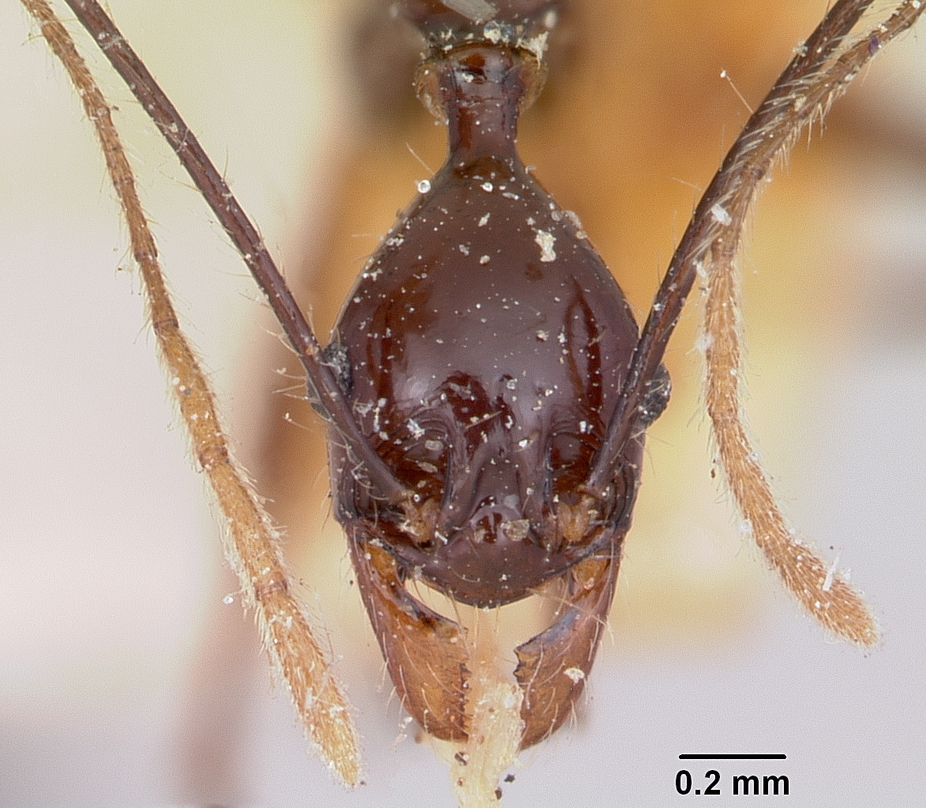
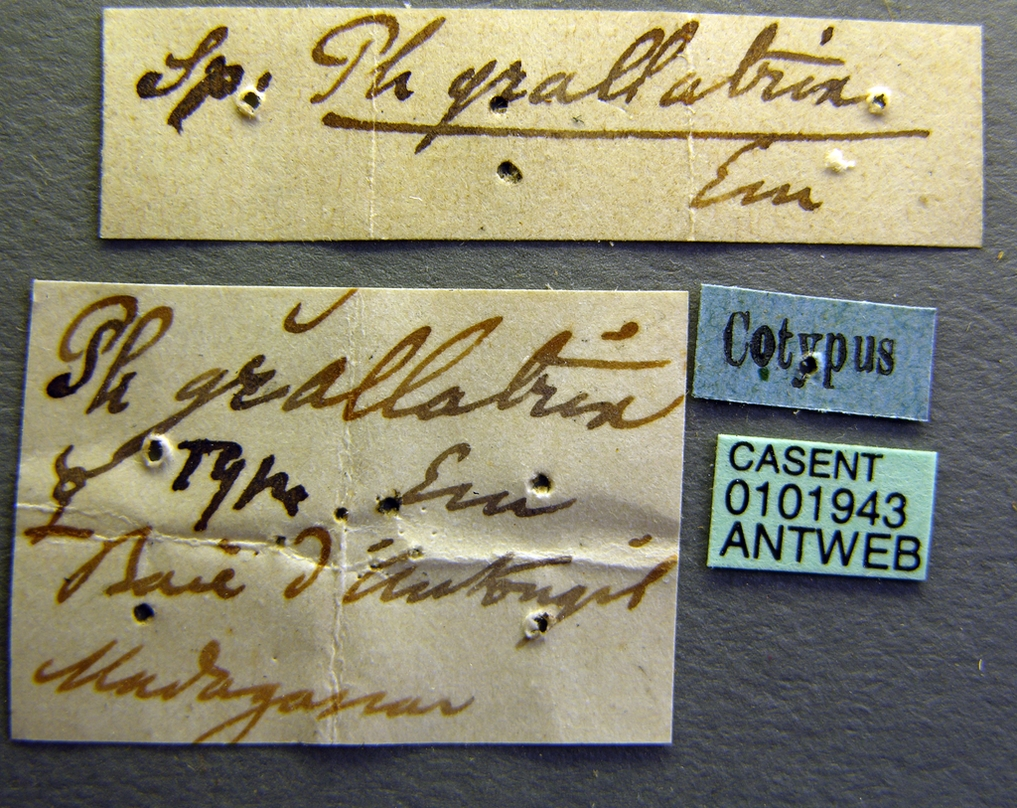
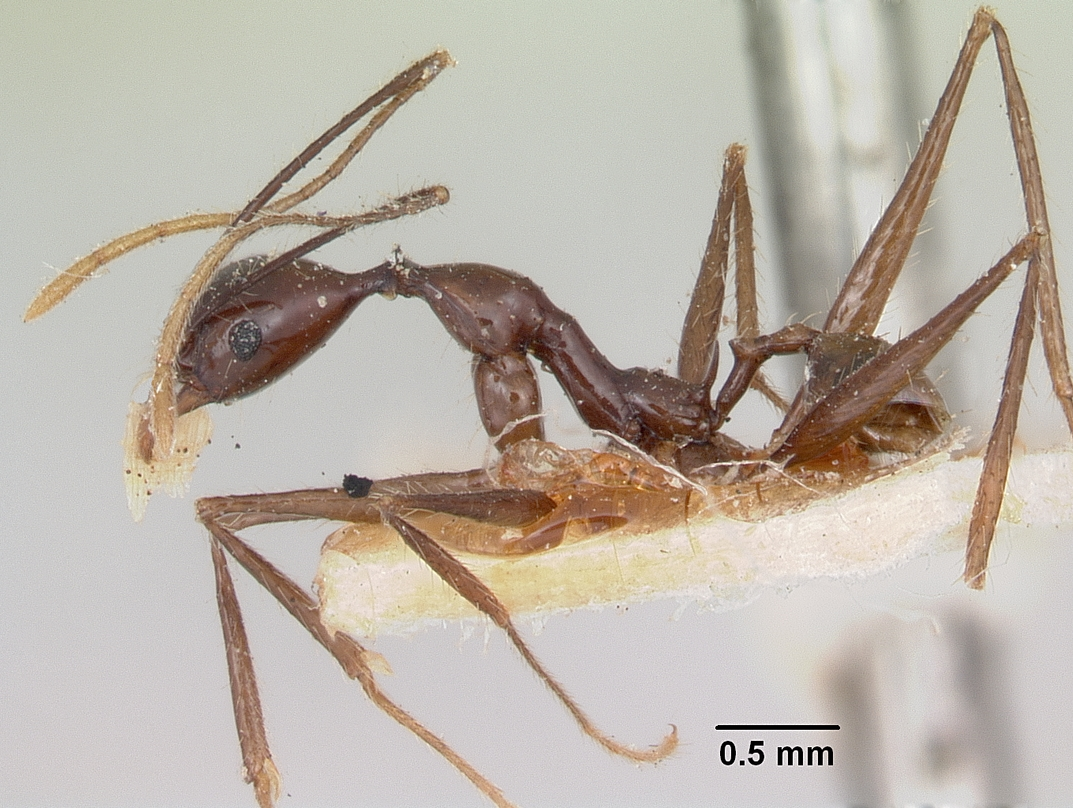